# NGC 7422
NGC 7422 је спирална галаксија у сазвежђу Рибе која се налази на NGC листи објеката дубоког неба.
Деклинација објекта је + 3° 55' 37" а ректасцензија 22h 56m 12,3s. Привидна величина (магнитуда) објекта NGC 7422 износи 13,5 а фотографска магнитуда 14,3. NGC 7422 је још познат и под ознакама UGC 12254, MCG 1-58-13, CGCG 405-15, KUG 2253+036, IRAS 22536+0339, PGC 70048.